# Кичигин, Николай Григорьевич
Никола́й Григо́рьевич Кичигин (1913—1993) — подполковник Советской Армии, участник советско-финской и Великой Отечественной войны, Герой Советского Союза (1940).

## Биография
Родился 13 февраля 1913 года в Екатеринбурге.
После окончания трёх курсов Свердловского автодорожного техникума работал фрезеровщиком на свердловском заводе имени Воровского.
В 1936 году призван на службу в Рабоче-крестьянскую Красную Армию.
В 1939 году окончил Орловское танковое училище. Участвовал в советско-финской войне, будучи командиром танкового взвода 161-го отдельного танкового батальона 40-й танковой бригады 7-й армии Северо-Западного фронта.
Во время одной из ночных разведок боем танк Кичигина был подбит. Он вынес из горящего танка получивших ранения членов своего экипажа и оказал им первую помощь, после чего держал до утра оборону, уничтожив несколько десятков финских солдат и офицеров.
Указом Президиума Верховного Совета СССР от 15 января 1940 года за «образцовое выполнение боевых заданий командования на фронте борьбы с финской белогвардейщиной и проявленные при этом отвагу и геройство» младший лейтенант Николай Кичигин был удостоен высокого звания Героя Советского Союза с вручением ордена Ленина и медали «Золотая Звезда» за номером 248.
Участвовал в боях Великой Отечественной войны.
Награждён орденами Красного Знамени (30.12.1956), Отечественной войны 1-й (06.04.1985) и 2-й (21.12.1944) степеней, Красной Звезды (19.11.1951), рядом медалей, в том числе «За боевые заслуги» (05.11.1946).
В 1949 году окончил Ленинградскую высшую офицерскую бронетанковую школу. В 1957 году в звании гвардии подполковника уволен в запас.
Вернулся в Свердловск. Умер 3 июля 1993 года, похоронен на Широкореченском кладбище.